# Turkiets herrjuniorlandslag i ishockey
Turkiets herrjuniorlandslag i ishockey representerar Turkiet i ishockey för herrjuniorer. Laget spelade sin första landskamp den 30 december 1997 i Litauen under juniorvärldsmästerskapets D-grupp, och förlorade då med 1-32 mot Nederländerna.

### Fotnoter
1. ↑  ”Championnat du monde 1998 des moins de 20 ans”. Hockeyarvhives. 1997-1998. http://www.passionhockey.com/hockeyarchives/U-20_1998.htm. Läst 16 december 2013.